# カンジダ症
カンジダ症(英: candidiasis, thrush)とはいくつかのカンジダ属菌（Candida albicansによるものが最も一般的）を原因とする真菌症の一つ。
イースト感染症と呼ばれる感染症は厳密にはカンジダ症、モニリア症、oidiomycosisに分類される。

## 概要
カンジダ症の定義には口腔カンジダ症や性器カンジダ症のような表在性のものから全身性の致命的となり得るものまで含まれる。後期のカンジダ症はカンジダ敗血症と呼ばれるが、これは一般的に悪性腫瘍、臓器移植、後天性免疫不全症候群（エイズ）の患者のような免疫抑制状態の患者に限定して認められる。
カンジダを原因とする皮膚や粘膜の表在性感染症では、局部の炎症や不快症状が一般的であるが、日和見病原体であるカンジダ属菌に、はっきりと起因するカンジダ症の症状は種々であり、経過も異なることが多い。
カンジダ症は、ビタミン欠乏症による免疫力の低下が主因で引き起こされる、悪玉菌増加による日和見感染である。カンジダ菌そのものは、元来はヒトの体表や消化管、それに女性の膣粘膜に生息するもので、普段は何の影響も与えない。また味噌やワインの発酵にも関与している。
2007年に日本で発見されたカンジダ・アウリス（C. auris）は、重篤な感染症を引き起こすうえ、多剤耐性を持つため院内感染が世界的に問題となっている。

### 治療
主な治療法は、ビタミン剤と乳酸菌整腸薬の内服と抗真菌薬の外用が効果的である。